# Кульгавий диявол (фільм)
«Кульгавий диявол» (фр. Le Diable boiteux) — французький чорно-білий історичний фільм про життя та діяльність Шарля Моріса де Талейрана-Перігора, поставлений 1948 року Саша Гітрі, який також зіграв головну роль.

## Сюжет
Шарля Моріса де Талейрана-Перігора, який від народження був кульгавим, проти його волі віддали у священники. Троє слуг характеризують свого хазяїна четвертому, що нещодавно заступив на службу в їхньому будинку, такими словами: «Це диявол!». Талейран був по черзі монархістом, якобінцем і міністром при Директорії; сьогодні він — таємний радник Імператора. Для своїх близьких і домашніх він передусім — «бог і повелитель». Побачивши, що один слуга копіює його кульгаву ходу, він примушує усіх чотирьох добу шкутильгати.
Молода жінка мадам Гран приходить до Талейрана дізнатися, чи збирається Наполеон захоплювати Англію, оскільки там вона тримає свій капітал. Талейран зачарований її наївністю та красою і через деякий час одружується з нею. Він хоче подати у відставку з поста обер-камергера, оскільки Наполеон (від якого він не приховує, що Бонапарт йому подобався більше) не довіряє йому. Наполеон призначає його помічником Великого вибірника. Візит старої Марі-Терези Шампіньйон, посланниці Людовика XVIII, яка обожнює плести змови і яка колись була серед перших коханок Талейрана, і він називав її «маленьким кондитером». Талейран критикує зовнішню політику Наполеона і війну, яку той веде в Іспанії, та залишає їй надію на швидке повернення короля.
За наказом Імператора Талейран з дружиною повинен прийняти у себе іспанських інфантів. Він дає на їх честь урочистий прийом у Валенсі й там дізнається, що дружина йому зраджує. Повернувшись з Ерфурта, він попереджає Наполеона, що збирається зрадити його, на що той називає Талейрана злодієм. «Усе, що перебільшено, не має значення», — говорить Талейран. Він радить імператорові знову затвердити Бурбонів на іспанському троні та протягнути руку Англії. Наполеона відповідає «Ви — лайно в шовкових панчохах».
Талейран остаточно розлучається з дружиною. Наполеон зрікається трону та вирушає у заслання на острів Ельба. «Якби я не покинув Імператора, — говорить Талейран, — зрадив би Францію». «Маленький кондитер» йде за Наполеоном із співчуття до тих, хто програв. Повертається Людовик XVIII. На Віденському конгресі, де Пруссія, Австрія, Англія і Росія ділять Європу, Талейран порушує ізоляцію Франції, уклавши договори з Австрією та Англією.
Повертається Імператор і Талейран радить королеві зникнути. Незабаром він знову опиниться на троні. «Французам слід припинити воювати один з одним», — говорить Талейран. Після смерті Людовика XVIII, його брат Карл X, жадібний до влади, піднімається на трон, знову вводить цензуру і відновлює божественне право, незважаючи на всі заперечення Талейрана, який не має впливу на нового короля. Талейран приймає у своєму домі герцога Орлеанського і Лафаєта. Луї-Філіпп змінює Карла X на троні і призначає Талейрана послом в Англії де той укладає між країнами альянс, до якого пристрасно прагнув усе життя. У 1838 році він помирає

## У ролях
| • Саша Гітрі    | … | Шарль Моріс де Талейран-Перігор  |
| • Лана Марконі  | … | мадам Гран, потім мадам Талейран |
| • Еміль Дран    | … | Наполеон I / слуга Талейрана     |
| • Жорж Спанеллі | … | граф де Монтрон                  |
| • Робер Дартуа  | … | граф Ремюза                      |
| • Рене Девілле  | … | герцогиня де Діно                |
| • Анрі Лаверн   | … | Людовик XVIII / слуга Талейрана  |
| • Моріс Тейнак  | … | Карл X / слуга Талейрана         |
| • Філіпп Рішар  | … | Луї-Філіпп / слуга Талейрана     |
| • Жорж Грей     | … | Коленкур                         |
| • Говард Вернон | … | Пальмерстон                      |

| • П'єр Бертен     | … | барон де Нессельроде   |
| • Жанна Фюз'є-Жир | … | Марі-Тереза Шампіньйон |
| • Жозе Ногеро     | … | герцог де Сан-Карлос   |
| • Жак Варенн      | … | генерал де Лафаєт      |
| • Моріс Шуц       | … | Вольтер                |
| • Полін Картон    | … | ворожка                |
| • Хосе Торрес     | … | дон Жуан д'Азкона      |
| • Робер Селлер    | … | князь де Поліньяк      |
| • Моріс Есканд    | … | Меттерніх              |
| • Жан Дебюкур     | … | барон де Гумбольдт     |
| • Робер Оссейн    | … | гість у білому         |

## Знімальна група
- Автор сценарію — Саша Гітрі
- Режисер-постановник — Саша Гітрі
- Оператор — Ніколя Топоркофф
- Композитор — Луї Бейдтс
- Монтаж — Жанетт Бертон
- Художник-постановник — Рене Рену
- Звук — Жан Ріуль